# Тишина (рисунок)
«Тишина» — рисунок английского художника-прерафаэлита Данте Габриэля Россетти, созданный в 1870 году. В настоящее время работа находится в собрании Бруклинского музея.
Натурщицей для рисунка стала Джейн Моррис. «Тишина» задумывалась как полноценная работа маслом на холсте, но замысел художника так и не был воплощён. Работа выполнена пигментом по бумаге и может казаться незаконченной из-за большого количества нетронутых белых областей, но это сделано для соответствия замыслу — изобразить тишину, которую нельзя увидеть и услышать.
Художник пояснил символизм рисунка в одном из своих писем. Воплощение тишины держит в руке ветвь с персиками, символ, использовавшийся с древних времён — плод персика символизирует человеческое сердце, а лист — человеческий язык. Такое изображение тишины и мистическое погружение в себя, наряду с влиянием Россетти, нашли отражение в символическом искусстве в конце XIX века. Работа может иметь и интерпретацию, связанную с биографией художника. По свидетельствам современников, Джейн Моррис была необычайно молчаливой женщиной, её безмолвность создавала ей репутацию сдержанной и отдалённой натуры. Рисунок мог стать своеобразным отражением характера Джейн Моррис.
Как и ко многим другим своим работам, Россетти сочинил для портрета сопутствующий сонет. Финальную версию он отправил в письме к Джейн Моррис в 1878 году.
Рисунок был продан во время болезни Россетти без его ведома в 1872 году. В 1876 году художник выкупил его и перепродал Чарльзу Роули за 210 фунтов.